# 硼酸三甲酯
硼酸三甲酯为无色透明易挥发的易燃液体，特別的是，在燃燒時會呈現綠色的火光。

## 物理性质
硼酸甲酯是无色易燃易挥发的液体，易溶于有机溶剂。

## 主要用途
- 作为气相色谱法的衍生试剂。如分析碳水化合物。
- 合成硼氢化钠和硼氢化钾的中间体。
- 用于棉花和木材的阻燃处理。
- 在半导体工业中用于半导体掺杂源和硼扩散源。也用于高纯硼的制备。
- 作为溶剂和催化剂。

## 制备
硼酸三甲酯可由硼酸或三氧化二硼和甲醇反应得到。